# Márk Marsi
Márk Marsi (Budapest, 17 de agosto de 1973) es un deportista húngaro que compitió en esgrima, especialista en la modalidad de florete.
Ganó cuatro medallas en el Campeonato Europeo de Esgrima entre los años 1992 y 2003. Participó en dos Juegos Olímpicos de Verano, ocupando el quinto lugar en Atlanta 1996 y el séptimo en Sídney 2000, en la prueba por equipos.

## Palmarés internacional
| Campeonato Europeo | Campeonato Europeo | Campeonato Europeo | Campeonato Europeo  |
| Año                | Lugar              | Medalla            | Prueba              |
| ------------------ | ------------------ | ------------------ | ------------------- |
| 1992               | Lisboa (Portugal)  | Medalla de plata   | Florete individual  |
| 1998               | Plovdiv (Bulgaria) | Medalla de bronce  | Florete individual  |
| 1999               | Bolzano (Italia)   | Medalla de bronce  | Florete individual  |
| 2003               | Bourges (Francia)  | Medalla de plata   | Florete por equipos |